# 御倉町 (福島市)
御倉町（おぐらちょう）は、福島県福島市の町名。丁番を持たない単独町名である。郵便番号は960-8064。

## 地理
市の本庁所管にあたる中央東地域に属する。福島駅東口の駅前繁華街から南東に位置する。東西は阿武隈川から福島市道中町柳町線（東裡通り）にかけての約140m、南北は荒川から福島市道矢剣町鳥谷下町線にかけての約400mの範囲を町域とする。北で杉妻町、阿武隈川を挟み東で渡利、荒川を挟み南で南町、北西で荒町、西で柳町と隣接する。町域は東裡通りと阿武隈川、荒川堤防に挟まれた細長い一角のみであり、主に住宅地として利用されている。上町に所在する 福島警察署及び天神町に所在する福島消防署のそれぞれ管轄にあたる。

## 歴史
江戸時代以前の福島城下町の江戸口（南側入口）の東側に位置し、東裡通り一丁目と呼ばれていた地域であり、阿武隈川を用いた舟運の拠点となっていた。年貢米の中継地として用いられ、周辺諸般の米蔵が並んでいたことが町名の由来である。現在は阿武隈川河畔に石積みの船着き場が再現されている。また、日本銀行福島支店長宅（現在の御倉邸）をはじめとした政財界人の邸宅が立ち並んでいた。1897年に字名変更が行われ当町が設置された。1964年に住居表示が施工された。

## 世帯数と人口
2020年（令和2年）11月30日現在の世帯数と人口は以下の通りである。
| 町丁   | 世帯数 | 人口  |
| ------ | ------ | ----- |
| 御倉町 | 78世帯 | 132人 |

## 小・中学校の学区
市立小・中学校に通う場合、学区は以下の通りとなる。
| 番地 | 小学校             | 中学校                 |
| ---- | ------------------ | ---------------------- |
| 全域 | 福島市立清明小学校 | 福島市立福島第一中学校 |

## 交通

### 鉄道
- 町域内に鉄道施設はない。最寄り駅はJR東北本線福島駅。

### 道路
- 福島市道矢剣町鳥谷下町線
  - 天神橋
- 福島市道中町柳町線（東裡通り）

## 施設
- 御倉邸
  - 旧米沢藩米蔵（復元）
- FTVカルチャーセンター